# Sharon (Connecticut)
Sharon – miasto w Stanach Zjednoczonych, w stanie Connecticut, w hrabstwie Litchfield.